# Chémeré-le-Roi
Chémeré-le-Roi település Franciaországban, Mayenne megyében. Lakosainak száma 433 fő (2022. január 1.). Chémeré-le-Roi La Bazouge-de-Chemeré, La Cropte, Préaux, Saulges és Val-du-Maine községekkel határos.

## Népesség
A település népességének változása:
| Lakosok száma | 520  | 417  | 383  | 460  | 434  | 414  | 402  | 395  | 407  | 433  |
|               | 1968 | 1982 | 1990 | 2006 | 2013 | 2015 | 2017 | 2019 | 2020 | 2022 |